# Ary Patusca
Ary Patusca da Silveira (Santos, 1892 - aldaar, 4 december 1923) was een Braziliaans voetballer. Hij was een oudere broer van Araken en een neef van Arnaldo da Silveira, een van de eerste clubidolen van Santos.

## Geschiedenis
Ary ging studeren in Zwitserland en speelde daar voor Brühl St. Gallen en was zo de eerste Braziliaan die in een Europese competitie speelde. Later speelde hij ook voor Inter Milaan alvorens hij in 1915 terugkeerde naar Brazilië om er voor Santos te spelen.
Hij overleed in 1923 aan de gevolgen van een longontsteking op amper 31-jarige leeftijd.